# 光宇维思
光宇维思，全名为北京光宇维思科技有限责任公司（韓語：베이징광위웨이스과기유한책임회사），是一家位於中国大陆北京市石景山区的電子遊戲開發商。

## 歷史
2004年，在光宇國際集團投资下韩国人吴东锡（韓語：우둥시）在北京市組建光宇维思，公司由吴东锡的弟弟吴应锡主管财务，韩国人金载龙负责海外市场，并且聘请在韩国工作多年的中国人金霖辉任副总裁。2005年3月公司在石景山区高科技园区正式成立，光宇维思也獲得地方政府的政策和財務上的支持，成立初期作為北京市石景山区科学技术委员会推進的“北京市数字娱乐产业基地”的合作企業，後期作為中国科学技术部、文化部等指定的北京市四個遊戲產業中心孵育主管機關之一，並獲得北京市科学技术委员会200萬人民幣的專項撥款。光宇維思自身定位為遊戲開發商，專注於網絡遊戲的開發，不考慮參與網絡遊戲運營的工作。2007年4月11日，時任全国政协经济委员会副主任王洛林在北京市石景山区委书记荣华等人员造訪光宇維思，肯定了光宇維思的開發實力並提出一些遊戲開發的意見。同月，北京市市信息办考察光宇維思，並考慮讓光宇維思參與「有关虚拟奥运博物馆策划与建设」的項目。
光宇維思第一個開發的遊戲是《魔法精灵》，遊戲於2007年3月20日至28日期間內測。內測期間遊戲內的「守护精灵系统」備受玩家批評，玩家認為系統影響遊戲體驗。光宇維思的資金十分緊張，在2007年春节开始，公司就出现拖欠员工工资现象，首款遊戲《魔法精灵》營運之後盈利未如預期加上投資方撤資等問題，2008年3月大部分員工因為半年未有薪資而辭職。部分公司員工起訴公司欠薪，5月份公司辦公地點已經人去樓空。12月15日，公司正式註銷。总共200多名员工工资被拖欠，很大一部分被拖欠近5个月工资。在多次催讨讨薪无果后，80多名离职员工向法院提出上诉。法院调查发现，光宇维思已拖欠物业费以及员工工资等多项费用超过100万人民币，除公司的几十台电脑，已无其它资产。
光宇维思除了《魔法精灵》在日本运营4个月后停运外，其他開發中的網遊《快乐朋友》《斗逗三国》《三国鼎立》以及和日本合作開發的兩款恐怖類網遊，已經毫无消息。